# Semiotus serraticornis
Semiotus serraticornis is een keversoort uit de familie kniptorren (Elateridae). De wetenschappelijke naam van de soort werd voor het eerst geldig gepubliceerd in 1782 door Drury.